# Muræner
Muræner (Muraenidae) er en familie af ålefisk med omkring 200 kendte arter i tropiske og subtropiske have. Ved kysterne i det sydlige Europa lever to arter (Muraena helena) og (Gymnothorax unicolor). Muræner kan især træffes på tropiske koralrev. Muræner kan minde om slanger, da de ikke har noget gællelåg eller parrede finner. Med undtagelse af et par arter lever alle muræner i saltvand.

## Beskrivelse og adfærd
Murænens krop er langstrakt, moderat fladtrykt og ofte muskuløs. Skindet er uden skæl og dækket af et tykt slimlag. Murænen har ryg og bugfinner ned langs hele kroppen fra hoved og gat. Bryst- og bugfinner mangler helt fra larvestadiet. Bagerst på hovedet har muræner en oval gælleåbning i hver side.
Muræner er rovdyr og lever hovedsageligt af mindre fisk, blæksprutter og krebsdyr.

## Arter
Man kender 202 arter af muræner, fordelt i 16 slægter. Over halvdelen af arterne findes i slægten Gymnothorax.
Underfamillien Muraeninae Rafinesque, 1815:
- Slægten Diaphenchelys McCosker & Randall, 2007 – 1 art.

- Slægten Echidna Forster, 1788 – 11 arter.
- Slægten Enchelycore Kaup, 1856 – 13 arter.
- Slægten Enchelynassa Kaup, 1855 – 1 art.
- Slægten Gymnomuraena Lacepède, 1803 – 1 art.
- Slægten Gymnothorax Bloch, 1795 – 125 arter.
- Slægten Monopenchelys Böhlke & McCosker, 1982 – 1 art.
- Slægten Muraena Linnaeus, 1758 – 10 arter.
- Slægten Pseudechidna Bleeker, 1863 – 1 art.
- Slægten Rhinomuraena Garman, 1888 – 1 art.
- Slægten Strophidon McClelland, 1844 – 1 art.

Underfamillien Uropterygiinae Fowler, 1925:
- Slægten Anarchias Jordan & Starks, 1906 – 11 arter.
- Slægten Channomuraena Richardson, 1848 – 2 arter.
- Slægten Cirrimaxilla Chen & Shao, 1995 – 1 art.
- Slægten Scuticaria Jordan & Snyder, 1901 – 2 arter.
- Slægten Uropterygius Rüppell, 1838 – 20 arter.